# Ida Degrande
Idalie (Ida) Degrande (Sint-Andries, 5 februari 1910 - onbekend) was een Belgische atlete, die gespecialiseerd was in de middellange afstand en het veldlopen. Zij nam eenmaal deel aan de Olympische Spelen.

## Biografie
Degrande won tussen 1922 en 1928 vijf maal de internationale kerstcross van Brussel, georganiseerd door La Dernière Heure. Ook in Frankrijk won ze verschillende veldlopen. In 1925 en 1927 in Ukkel werd ze Belgisch kampioene veldlopen.
In 1926 verbeterde Degrande met een tijd van 3.16,0 het Belgisch record op de 1000 m. In 1928 nam zij op 800 m deel aan de Olympische Spelen in Amsterdam, waar ze werd uitgeschakeld in de reeksen, doordat zij hierin als vijfde finishte.
Begin 1930 kondigde Degrande naar aanleiding van haar aanstaande huwelijk haar afscheid aan.

### Clubs
Degrande was aangesloten bij FC Brugge.

### Familie
Ida Degrande is de zus van atleet Leon Degrande.

## Belgische kampioenschappen
| Onderdeel | Jaar                                     |
| --------- | ---------------------------------------- |
| 1000 m    | 1926, 1927, 1928                         |
| veldlopen | 1923, 1924, 1925, 1926, 1927, 1928, 1929 |

## Persoonlijke records
| Onderdeel | Prestatie | Datum        | Plaats  |
| --------- | --------- | ------------ | ------- |
| 800 m     | 2.40,8    | 3 juni 1928  | Brussel |
| 1000 m    | 3.16,0    | 25 juli 1926 | Brussel |

## Palmares

### 800 m
- 1928: 5e reeks OS in Amsterdam - 2.33,8 (geschatte eindtijd)

### 1000 m
- 1923:  BK AC
- 1924:  BK AC
- 1926:  BK AC - 3.22,2
- 1927:  BK AC - 3.29,0
- 1928:  BK AC - 3.26,8

### veldlopen
- 1923:  BK in Bosvoorde
- 1924:  BK
- 1925:  BK (2500 m) - 8.44,2
- 1927:  BK in Ukkel (2500 m) - 8.50,8
- 1928:  BK in Brussel (2500 m) - 7.37
- 1929:  BK in Ganshoren (2500 m) - 10.16,2
- 1930:  BK in Ukkel (2500 m)

## Onderscheiding
In 1926 werd Degrande door de lezers van La Dernière Heure verkozen tot beste Belgische vrouwelijke sportster.